# Афогнак-Айленд (парк)
Афогнак-Айленд (англ. Afognak-Island) — парк штата Аляска на острове Афогнак в Кадьяк-Айленд на Аляске. Афогнак-Айленд расположен к северо-востоку от острова Кадьяк и к югу от полуострова Аляска. Парк известен своим сложным рельефом и разнообразием дикой природы. Парк штата Афогнак-Айленд открыт для круглогодичного отдыха, включая рыбалку, охоту и пешие прогулки. Добраться до парка можно на поплавковом самолёте из Кадьяка. На западе парк граничит с частью национального резервата дикой природы Кадьяк.

## История
Афогнак-Айленд был создан в 1892 году и стал одним из первых заповедников США, причём 49-м штатом США Аляска стала лишь спустя 67 лет. Тогда Афогнак назывался культурным заповедником — этот статус позволил сохранить среду обитания для лосося. В 1908 году Афогнак-Айленд вошёл в состав национального леса Чугач. Создание отдельного парка Афогнак-Айленд произошло в 1994 году, когда 168,14 км² были переведены государством в парковые зоны, чтобы восстановить и защитить природу от выброса нефти из танкера «Эксон Вальдез». В 2001 году в состав парка вошло дополнительно 135,56 км².

## Флора и фауна
Афогнак-Айленд находится в первозданном виде. На территории парка растёт ситхинская ель; также парк является местом для нереста лосося. Среди животных, которых можно увидеть в парке, есть олень Ситка, медведь Кадьяк, олень Рузвельта и длинноклювый пыжик.